# Mongoliskt fetblad
Mongoliskt fetblad (Sedum ewersii eller Hylotelephium ewersii) är en växtart i familjen fetbladsväxter. 

## Externa länkar

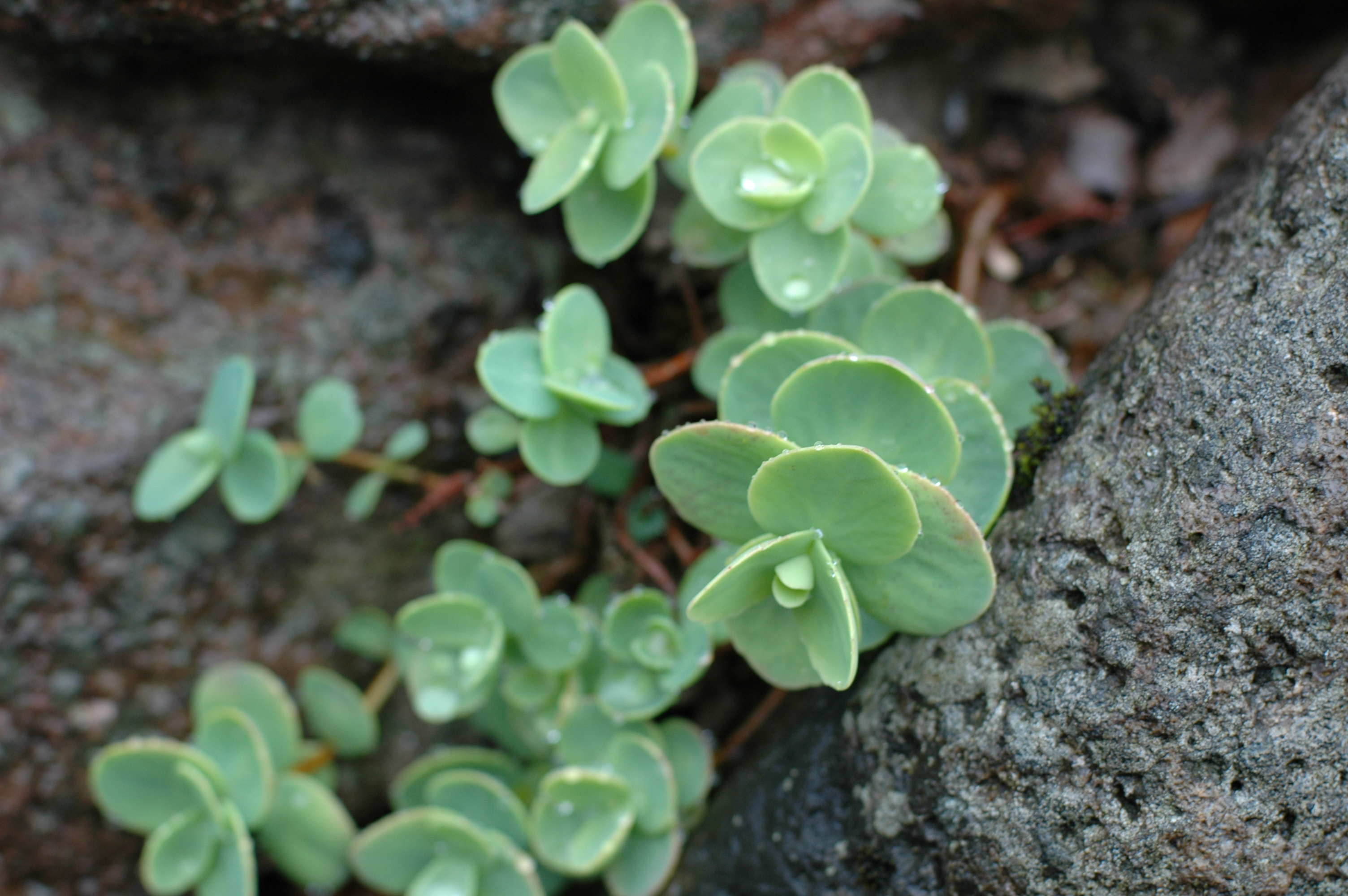